# نهائي كأس الاتحاد الأوروبي 2000
نهائي كأس الاتحاد الأوروبي 2000 هي مباراة كرة القدم جمعت بين أرسنال من إنجلترا وغلطة سراي من تركيا في 17أيار/مايو 2000 على ملعب باركن في كوبنهاغن عاصمة الدنمارك
بعد أن أقصى الفريق التركي فريق ليدز يونايتد بأربعة أهداف مقابل هدفين بمجموع المبارتين بنصف نهائي كأس الاتحاد الأوروبي كان عليه انتظار الفريق الثاني في نهائي ستاد باركين في كوبنهاغن حيث كان أشبه بالمصير المحتوم وهو مقابلة فريق أرسنال الإنجليزي..
وكانت المباراة النهائية لموسم 1999-2000 ، المباراة النهائية التاسعة والعشرين لثاني أكبر مسابقة كرة قدم في أوروبا ، كأس الاتحاد الأوروبي . كان هذا أول ظهور لـ Galatasaray ، في نهائي بطولة أوروبية وأول نهائي لبطولة كأس الاتحاد الأوروبي.
تنافس كلا الناديين في دوري أبطال أوروبا 1999–2000 . على المركز الثالث من مرحلة المجموعات الأولى ، غلطة سراي وراء تشلسي وهيرثا برلين وأرسنال وراء برشلونة وفيورنتينا ، وبالتالي الخروج من المنافسة ، والتأهل للدور الثالث من كأس الاتحاد الأوروبي، حيث تقدم الجانبان من خلال الجولات ، بما في ذلك ربع ونصف الدور النهائي للتقدم إلى النهائي. وتغلب غلطة سراي على بولونيا وبوروسيا دورتموند ومايوركا و ليدز يونايتد في طريقه بينما فاز أرسنال على نانتس وديبورتيفو لاكورونيا وفيردر بريمن ولنس . .
وحضر المباراة 38919 متفرجاً ، حيث فاز غلطة سراي 4-1 بركلات الترجيح بعد الوقت الإضافي ، مما جعله أول مرة يفوز فيها الفريق التركي في المسابقة وبتكريم أوروبي. كما حصلوا على التريبل ، بعد أن حققوا في السابق بطولة الدوري التركي ، وألقاب الكأس المحلية التركية ، فضلا عن التأهل لكأس السوبر UEFA 2000 وبطولة العالم للأندية 2001 FIFA . وشهدت المباراة النهائية بعض الشغب بين مؤيدي الجانبين .
الوقت الأصلي انتهى بالتعادل وكان علينا أن نمر إلى الوقت الإضافي الذي شهد ظهور البطاقة الحمراء إلى الروماني جورج هاجي .. شوطان إضافيان لم ختلفا كثيراً عن وقت المباراة الأصلي لنذهب إلى ركلات الجزاء الترجيحية.